# Léon Sée
Léon Sée (Lilla, 23 de setembre de 1877 – París, 20 de març de 1960) va ser un tirador d'esgrima francès que va competir a cavall del segle XIX i el segle XX. El 1900 va prendre part en els Jocs Olímpics de París, en què guanyà dues medalles de bronze, en les proves d'espasa i espasa amateur-professional.